# Cao Tường Huy
Cao Tường Huy (sinh năm 1973) là chính trị gia nước Cộng hòa xã hội chủ nghĩa Việt Nam. Ông hiện là Phó Chủ tịch UBND tỉnh Quảng Ninh.
Ông từng giữ cương vị là Phó Bí thư Tỉnh ủy Quảng Ninh, Chủ tịch Ủy ban nhân dân tỉnh Quảng Ninh, Quyền Chủ tịch tỉnh gần 1 năm trước khi chính thức nhậm chức, trước đó là Phó Chủ tịch thường trực Quảng Ninh, Trưởng ban Quản lý Khu Kinh tế Vân Đồn; Trưởng ban Tuyên giáo Tỉnh ủy; Bí thư Huyện ủy Bình Liêu; và Chánh Văn phòng Ủy ban nhân dân tỉnh.
Cao Tường Huy là đảng viên Đảng Cộng sản Việt Nam, học vị Kỹ sư Xây dựng, Kỹ sư Quản trị doanh nghiệp, MBA, Tiến sĩ Kinh tế, Cao cấp lý luận chính trị. Ông có sự nghiệp đều công tác ở Quảng Ninh.

## Xuất thân và giáo dục
Cao Tường Huy sinh vào năm 1973 tại xã Giao Tiến, huyện Giao Thủy, tỉnh Nam Định, Việt Nam Dân chủ Cộng hòa. Ông lớn lên và tốt nghiệp phổ thông 12/12 ở Giao Thủy, đỗ Đại học Kiến trúc Hà Nội (Khoa Xây dựng), có bằng kỹ sư xây dựng, kỹ sư quản trị doanh nghiệp, thạc sĩ quản trị kinh doanh, rồi tiến sĩ kinh tế. Ông là đảng viên Đảng Cộng sản Việt Nam, học khóa chính trị ở Học viện Chính trị Quốc gia Hồ Chí Minh và có bằng Cao cấp lý luận chính trị.

## Sự nghiệp
Cao Tường Huy bắt đầu sự nghiệp ở Quảng Ninh từ những năm 2000. Vào tháng 9 năm 2010, ông tham gia Đại hội đại biểu Đảng bộ tỉnh Quảng Ninh lần thứ XIII vào các ngày 28–30, được bầu làm Ủy viên Ban Chấp hành Đảng bộ tỉnh khóa XIII, và sau được được bổ nhiệm làm Chánh Văn phòng Ủy ban nhân dân tỉnh Quảng Ninh. Vào ngày 24 tháng 10 năm 2012, ông được điều về huyện Bình Liêu, nhậm chức Bí thư Huyện ủy, sau đó được bầu làm Chủ tịch Hội đồng nhân dân huyện Bình Liêu. Ông lãnh đạo huyện này cho đến năm 2015, trong giai đoạn mà người đứng đầu là Bí thư Tỉnh ủy Phạm Minh Chính. Ở Bình Liêu, ông từng dẫn dầu đoàn đại biểu huyện mình cùng huyện Cao Lộc, Lộc Bình sang thăm và làm việc tại huyện Ninh Minh thuộc địa cấp thị Sùng Tả, Quảng Tây để khảo sát một số cơ sở sản xuất ứng dụng công nghệ cao, mô hình sản xuất nông lâm nghiệp hiện đại của huyện Ninh Minh, ký kết thỏa thuận hợp tác phát triển kinh tế biên mậu, giải quyết những vấn đề liên quan đến quản lý biên giới theo đúng các văn kiện pháp lý đã được Việt Nam – Trung Quốc ký kết.
Vào tháng 10 năm 2015, Cao Tường Huy tham gia Đại hội đại biểu Đảng bộ tỉnh Quảng Ninh lần thứ XIV, tái đắc cử Tỉnh ủy viên, rồi được bầu vào Ban Thường vụ Tỉnh ủy. Sau đó, ông được phân công làm Trưởng ban Tuyên giáo Tỉnh ủy Quảng Ninh từ ngày 23 tháng 11. Bên cạnh đó, ông còn giữ chức Trưởng ban Kinh tế – Ngân sách Hội đồng nhân dân tỉnh Quảng Ninh khóa XIII, cho đến ngày 6 tháng 12 năm 2018 thì được miễn nhiệm, đồng thời được bầu làm Phó Chủ tịch Ủy ban nhân dân tỉnh với số phiếu đạt 71/71 phiếu, đạt 100%. Ở vị trí này, ông phụ trách phát triển kinh tế; công tác kế hoạch và thống kê; quản lý nhà nước về quy hoạch, kiến trúc; quản lý đô thị; xây dựng; bất động sản; đầu tư; khoáng sản và năng lượng, điện; tiếp công dân, phòng chống tham nhũng; nội vụ; dân vận; thi đua khen thưởng. Từ ngày 15 tháng 5 năm 2020, ông kiêm nhiệm thêm vị trí Trưởng ban Quản lý Khu Kinh tế Vân Đồn khi đơn vị này được thành lập.
Từ ngày 25–27 tháng 10 năm 2020, Cao Tường Huy tham dự Đại hội đại biểu Đảng bộ tỉnh Quảng Ninh lần thứ XV, tái đắc cử Ủy viên Ban Thường vụ Tỉnh ủy, là Phó Chủ tịch Thường trực UBND tỉnh Quảng Ninh. Đến ngày 2 tháng 12 năm 2022, khi chủ tịch Nguyễn Tường Văn miễn nhiệm vị trí, Cao Tường Huy được Thủ tướng Phạm Minh Chính giao quyền Chủ tịch Ủy ban nhân dân tỉnh Quảng Ninh. Ngày 7 tháng 12 năm 2023, tại kỳ họp thứ 16, Hội đồng nhân dân tỉnh khóa XIV đã bầu Cao Tường Huy, Phó Bí thư Tỉnh ủy, Quyền Chủ tịch Ủy ban nhân dân tỉnh giữ chức vụ Chủ tịch Ủy ban nhân dân tỉnh Quảng Ninh, nhiệm kỳ 2021–26, với tỷ lệ phiếu bầu đạt 100% đại biểu triệu tập có mặt tại kỳ họp. Ông chính thức nhậm chức Chủ tịch tỉnh sau gần 1 năm giữ cương vị là Quyền Chủ tịch.
Ngày 10 tháng 12 năm 2024, tại TP Hạ Long, HĐND tỉnh Quảng Ninh khóa 14, nhiệm kỳ 2021-2026 tiến hành kỳ họp thứ 24 để thực hiện miễn nhiệm chức vụ Chủ tịch UBND tỉnh Quảng Ninh đối với ông Cao Tường Huy và bầu Chủ tịch UBND tỉnh Quảng Ninh. Theo đó, ông Phạm Đức Ấn – Chủ tịch Hội đồng thành viên Ngân hàng Nông nghiệp và Phát triển nông thôn Việt Nam – được bầu làm Chủ tịch UBND tỉnh Quảng Ninh khóa 14, nhiệm kỳ 2021 - 2026, với 96,5% số phiếu tán thành. Ông Cao Tường Huy được bâu làm Phó Chủ tịch UBND tỉnh Quảng Ninh nhiệm kỳ 2021- 2026 với tỷ lệ phiếu bầu 100% đại biểu có mặt.

## Kỷ luật
Trong các ngày 28 và 29.10.2024, tại Hà Nội, Ủy ban Kiểm tra Trung ương đã họp Kỳ thứ 49. Ông Trần Cẩm Tú - Ủy viên Bộ Chính trị, Thường trực Ban Bí thư, Chủ nhiệm Ủy ban Kiểm tra Trung ương chủ trì Kỳ họp. Tại Kỳ họp này, Ủy ban Kiểm tra (UBKT) Trung ương đã xem xét, kết luận một số nội dung sau: Ban Thường vụ Tỉnh ủy Quảng Ninh nhiệm kỳ 2020-2025, Ban cán sự đảng UBND tỉnh nhiệm kỳ 2021-2026 đã vi phạm nguyên tắc tập trung dân chủ, quy chế làm việc; thiếu trách nhiệm, buông lỏng lãnh đạo, chỉ đạo để UBND tỉnh và nhiều tổ chức, cá nhân vi phạm quy định của Đảng, pháp luật của Nhà nước trong tổ chức thực hiện một số gói thầu, dự án do Công ty Cổ phần Tập đoàn Thuận An thực hiện; một số cán bộ, đảng viên, trong đó có cán bộ chủ chốt của tỉnh vi phạm quy định của Đảng, pháp luật của Nhà nước về phòng, chống tham nhũng, tiêu cực, vi phạm quy định những điều đảng viên không được làm và trách nhiệm nêu gương. Những vi phạm nêu trên đã gây hậu quả nghiêm trọng, nguy cơ thất thoát lớn tiền, tài sản của Nhà nước, gây dư luận xấu, làm giảm uy tín của tổ chức đảng và chính quyền địa phương, đến mức phải thi hành kỷ luật.
Trách nhiệm cá nhân đối với những vi phạm, khuyết điểm nêu trên thuộc về các cá nhân: Nguyễn Xuân Ký, nguyên Ủy viên Ban Chấp hành Trung ương Đảng, Bí thư Tỉnh ủy, Chủ tịch Hội đồng nhân dân tỉnh; Cao Tường Huy, Phó Bí thư Tỉnh ủy, Bí thư Ban cán sự đảng, Chủ tịch UBND tỉnh; Vũ Văn Khánh, nguyên Tỉnh ủy viên, Bí thư Đảng ủy, Giám đốc Sở Giao thông vận tải, nguyên Bí thư Đảng ủy, Giám đốc Ban Quản lý dự án đầu tư xây dựng các công trình giao thông tỉnh; Phạm Thanh Bình, Bí thư Đảng ủy, Giám đốc Ban Quản lý dự án đầu tư xây dựng các công trình giao thông tỉnh; Cao Ngọc Phúc, Bí thư Chi bộ, Phó Ban phụ trách Ban Điều hành Dự án nhóm A và một số tổ chức đảng, đảng viên khác.
Xét nội dung, tính chất, mức độ, hậu quả, nguyên nhân vi phạm; căn cứ quy định của Đảng, UBKT Trung ương quyết định thi hành kỷ luật cảnh cáo: Ban cán sự đảng UBND tỉnh Quảng Ninh nhiệm kỳ 2021-2026; Đảng uỷ Ban Quản lý dự án đầu tư xây dựng các công trình giao thông tỉnh nhiệm kỳ 2020-2025 và ông Cao Tường Huy.